# کنیسه بزرگ تفلیس
کنیسه بزرگ تفلیس (به گرجی: დიდი სინაგოგა) یک کنیسه در گرجستان است که در تفلیس واقع شده‌است. این بنا میان سال‌های ۱۸۹۵ تا ۱۹۰۳ میلادی ساخته شد.